# Live in Chicago 12.19.98
Live in Chicago 12.19.98 è un album live della Dave Matthews Band, pubblicato dalla RCA il 23 ottobre, 2001.  Registrato allo United Center di Chicago, Illinois.

## Tracce
Tutte le canzoni scritte da David J. Matthews a meno di note.

### Disco 1
1. Intro – 0:45
2. The Last Stop – 11:04
3. Don't Drink the Water – 6:57
4. #41 – 10:20
  - con Victor Wooten
5. #40 – 0:37
  - assolo di Dave Matthews
6. Lie in Our Graves – 12:38
7. What Would You Say – 5:35
  - con Maceo Parker
8. Pantala Intro – 5:05
9. Pantala Naga Pampa – 0:40
10. Rapunzel – 7:21
11. Stay (Wasting Time) – 6:53

### Disco 2
1. The Maker (Lanois) – 9:37
  - con Mitch Rutman e Victor Wooten
2. Crash Into Me – 5:56
3. Jimi Thing – 14:10
4. So Much to Say (Matthews, Griesar) » Anyone Seen the Bridge? – 5:41
5. Too Much – 5:13
6. Christmas Song – 5:52
7. Watchtower Intro – 2:25
  - assolo di Stefan Lessard
8. All Along the Watchtower (Dylan) – 12:01

## Formazione
- Carter Beauford — percussioni, batteria
- Stefan Lessard — basso
- Dave Matthews — chitarra acustica, voce
- LeRoi Moore — sassofono
- Boyd Tinsley — violino

With guests:
- Maceo Parker — sassofono
- Tim Reynolds — chitarra elettrica (featured on all tracks, except for solos)
- Mitch Rutman — basso
- Victor Wooten — basso